# Donji Dolac
 Ovo je glavno značenje pojma Donji Dolac. Za druga značenja pogledajte Donji Dolac (razdvojba).
Donji Dolac je selo smješteno u Gornjim Poljicima, jednoj od triju cjelina drevne Poljičke Republike (Poljičke Knežije). Danas se nalazi u sastavu općine Omiš.
Izdvajanjem iz Donjeg Dolca nastalo je naselje Putišići.

## Stanovništvo
| broj stanovnika | 709   | 791   | 854   | 927   | 1032  | 1056  | 1063  | 1103  | 690   | 786   | 773   | 685   | 536   | 492   | 408   | 373   | 284   |
|                 | 1857. | 1869. | 1880. | 1890. | 1900. | 1910. | 1921. | 1931. | 1948. | 1953. | 1961. | 1971. | 1981. | 1991. | 2001. | 2011. | 2021. |

## Poznate osobe
- Andrija Stazić, hrv. jezikoslovac, preporoditelj i učitelj (1801. − 1872.)
- Ćiril Banić, šibenski biskup (1951. – 1961.)
- Jure Bogdan, biskup, vojni ordinarij u Republici Hrvatskoj (2016. -)
- Branimir Jelić, hrv. političar
- Stanko Banić, katolički svećenik i hrv. političar
- Petar Smajić, hrv. kipar
- Petar Bogdan - Peko, narodni heroj Jugoslavije